# Тайная вечеря (роспись Леонардо да Винчи)
«Та́йная ве́черя» (итал. Il Cenacolo или L’Ultima Cena) — монументальная роспись работы Леонардо да Винчи, изображающая сцену последней трапезы Христа со своими учениками. Создана в 1495—1498 годы в доминиканском монастыре Санта-Мария-делле-Грацие в Милане. Ранее ошибочно называлась «фреской», однако было установлено, что роспись выполнена не фреской, и не а-секко, а в особой технике, придуманной художником, яичной темперой по масляному грунту из свинцовых белил.

## Общие сведения
Размеры изображения — примерно 880 × 460 см, оно находится на торцовой стене трапезной монастыря. Тема является традиционной для такого рода помещений. Противоположная стена трапезной покрыта фреской другого мастера; к ней приложил свою руку и Леонардо.
Роспись была заказана Леонардо его патроном, герцогом Лодовико Сфорца и его супругой Беатриче д’Эсте. Гербом Сфорца расписаны люнеты над росписью, образованные потолком с тремя арками. Роспись была начата в 1495 году и завершена в 1498 году; работа шла с перерывами. Дата начала работы не является точной, поскольку «архивы монастыря были уничтожены, и ничтожная часть документов, которыми мы располагаем, датируется 1497 годом, когда роспись была почти закончена».
Известно о существовании трёх ранних копий росписи, предположительно авторства помощника Леонардо. Произведение Леонардо да Винчи стало важным этапом в развитии пространственных представлений и способов построения перспективного пространства в истории изобразительного искусства.

## Легенды
Существует легенда о том, как Леонардо да Винчи искал подходящую модель для создания образов Иисуса Христа и Иуды. Однажды, художник присутствовал в церкви, слушая церковный хор, и там он увидел красивого юношу и решил, что этот молодой человек будет моделью для образа Иисуса Христа. Он пригласил его в мастерскую, чтобы сделать наброски. Прошло три года, заказчик торопил Леонардо с завершением работы, но фигура Иуды ещё не была написана. Мастер не мог найти подходящий образ. «И вот после многодневных поисков художник увидел валявшегося в сточной канаве человека — молодого, но преждевременно одряхлевшего, грязного, пьяного и оборванного. Времени на этюды уже не оставалось, и Леонардо приказал своим помощникам доставить его прямо в собор, что те и сделали». Нищий оборванец «толком не понимал, что происходит, а Леонардо запечатлевал на холсте греховность, себялюбие, злочестие, которыми дышало его лицо». Когда тот пришёл в себя и подошёл к мастеру чтобы посмотреть, что он делает, то был поражён. Он сказал, что уже видел эту картину: «Три года назад, ещё до того, как я всё потерял. В ту пору, когда я пел в хоре, и жизнь моя была полна мечтаний, какой-то художник написал с меня Христа. Может быть, у Добра и у Зла одно и то же лицо. Всё зависит лишь от того, когда встречаются они на пути каждого из нас».
Существует ещё одна расхожая легенда о том, что на картине вместо Иоанна художник изобразил возлюбленную Христа — грешницу Марию Магдалину. Лик Св. Иоанна действительно имеет андрогинный характер. Однако, многие дилетантские рассуждения подобного рода порождены характерной особенностью творчества художника, проявленной в большинстве его живописных произведений. Существует мнение, что образы в работах художника имеют признаки гомосексуальности (при этом никаких фактов гомосексуальности самого Леонардо да Винчи не существует). Объяснение этого явления в художественном творчестве предложено Зигмундом Фрейдом в книге «Леонардо да Винчи».

## Композиция картины в оценках историков и теоретиков искусства
Леонардо да Винчи, следуя давней традиции изображения «Тайной вечери Христа с учениками», изобразил момент, когда, согласно повествованию всех трех синоптических Евангелий, Иисус в «пасхальной горнице» в Иерусалиме, «возлёг с двенадцатью учениками» (по восточному обычаю иудеи не сидели, а «возлежали» вокруг центрального стола) и произнёс: «Истинно говорю вам, что один из вас предаст Меня»). Леонардо да Винчи в духе гуманистического мировоззрения и эстетики эпохи итальянского Возрождения попытался изобразительными средствами разрешить сложнейшую психологическую задачу: показать реакцию каждого из апостолов на пророческие слова Христа. При этом он исходил из различных характеров психотипов, так, как он их себе представлял в соответствии с евангельским повествованием и научными знаниями того времени
Для решения столь сложной задачи, вопреки исторической правде, художник перенёс место действия в придуманный им самим интерьер, создающий зрительную иллюзию продолжения действительного пространства трапезной доминиканского монастыря. За два года до отъезда в Милан Леонардо да Винчи видел фреску Доменико Гирландайо в трапезной церкви Оньисанти во Флоренции (1480). Схожие композиции «Тайной вечери» создали Андреа дель Кастаньо в трапезной монастыря Сант-Аполлониа (1447) и Андреа дель Сарто в трапезной монастыря Сан-Сальви (также во Флоренции, ок. 1520). Леонардо заимствовал новаторскую композицию, придуманную Гирландайо, в которой действующие лица не возлежат, а чинно восседают за одним столом, однако фигуру Иуды он, в отличие от Гирландайо, поместил не отдельно, а вместе со всеми. На подготовительных рисунках видна схема Гирландайо, которую затем Леонардо изменил.
Леонардо также усилил психологическую мотивацию композиции, одновременно, подчинив её отвлечённым геометрическим фантазиям. Он изобразил своих персонажей сидящими за одним большим столом лицами к зрителю, как на театральной сцене, и поместил фигуру Христа в геометрический центр композиции, совпадающий с центральной «точкой схода» перспективных линий на фоне светлого оконного проёма. Однако роспись пришлось разместить выше предполагаемого уровня горизонта сидящих за столами монахов (а в наше время — проходящих во время осмотра зрителей). Поэтому полной иллюзии реальности происходящего на картине не получилось.
Для убедительного контраста различий в психологической реакции апостолов на происходящее художник сгруппировал их фигуры в четыре группы по три (слева направо):
- Варфоломей, Иаков Алфеев и Андрей;
- Иуда Искариот (в одежде зелёного и голубого цветов), Петр и Иоанн;
- Иаков Зеведеев, Фома и Филипп
- Матфей, Иуда Фаддей и Симон[8].

Ученики по-разному реагируют на слова Христа о предательстве. Иуда узнаётся по тому, как он сжимает в руке кошелёк с тридцатью серебрениками, платой за предательство. Жестикуляция и движение фигур развиваются волнообразно, от центра к краям и обратно. Причём экспрессия «затухает», замедляется у крайних фигур, но усиливается в центре композиции. Свет, освещающий изображённую сцену, исходит не из нарисованных на дальней стене окон, а из воображаемого источника слева, и совпадает с действительным освещением помещения трапезной, что усиливает эффект сопричастности действию.
Леонардо, верный своим творческим убеждениям, создал иллюзорное, одновременно натуралистическое и фантастическое пространство, в глубине которого освещены мерцающим светом фигуры. М. Дворжак справедливо отметил, что если до Леонардо художники отдавали предпочтение либо фигурам, либо пространству и оставались из-за этого «на уровне сложения отдельных рационалистических и натуралистических элементов», то Леонардо удалось преодолеть этот разлад тем, что «у него сама фигурная композиция превратилась в пространственную структуру». Здесь имеется в виду так называемая леонардовская пирамида, которая, в отличие от компоновочной схемы — планиметрического треугольника, — позволяет связать воедино двухмерные и трёхмерные отношения изображения, симметрию, ритм, пропорции, объём, свет и тень.
Французский живописец и теоретик искусства, исследователь «геометрии картин» Шарль Було (1906—1987) сделал ряд попыток воссоздать метод триангуляции (пространственных построений на основе треугольника), к которому часто прибегал Леонардо да Винчи, и, в частности, в композиции «Тайная вечеря». В данном случае Леонардо совместил средневековый принцип с ренессансной центральной проекцией.
В этом смысле композиция, созданная Леонардо да Винчи, представляет собой единственный в своём роде парадоксальный пример пространственного решения, абсолютно слитного c реальным пространством архитектурного интерьера. Оптическая иллюзия оказывается столь изощрённой, что, несмотря на сознательное нарушение художником масштабов — преувеличенные фигуры относительно помещения, — результат оказался неожиданным. Зрительно продолжая пространство архитектуры, Леонардо фактически создал станко́вую картину; её замкнутая и идеально взвешенная композиция порывает с архитектурной средой. Картина находится как бы за прозрачным стеклом, отделённой от зрителя, по определению самого художника, «parere di vetro» (подобно стеклу).
Русский философ и священник П. А. Флоренский, имея в виду искусственность, театральность подобной композиции, писал, что Леонардо да Винчи в духе эпохи Возрождения создал изобразительное пространство «особой ценности», но не «особой реальности», и поэтому не смог передать духовного величия евангельского события. Леонардовская композиция, по словам Флоренского, представляет собой «художественный фермент позднейших богословских „Жизней Иисуса“». Сценическая постановка, осуществленная живописцем, «есть не более как продолжение пространства комнаты… Мы видим не реальность, а видим зрительный феномен, и мы подглядываем, словно в щель, холодно и любопытно, не имея ни благоговения, ни жалости, ни, тем более, пафоса отдаления». Далее Флоренский в книге «Обратная перспектива» пояснял, что Леонардо да Винчи добился эффекта масштабности, монументальности, «эстетической убедительности», но композиция так и не вышла за пределы живописного эксперимента.

## Детали росписи
- Голова Христа
- Центральная часть композиции после реставрации
- Апостол Филипп
- Варфоломей, Иаков Младший и Андрей
- Иоанн

## Технический эксперимент Леонардо и история реставрации росписи
Леонардо да Винчи по природе своего таланта был изобретателем, постоянно экспериментируя, он «научное творчество подчинял эстетической цели, а в художественном искал полноты знания». Художника не устраивала традиционная техника фрески, при которой необходимо писать быстро и бегло до высыхания увлажнённого слоя штукатурки. Леонардо привык работать долго и медленно, часто делая перерывы и обдумывая каждое движение кисти. Поэтому он решил писать по сухому грунту «гессо» (или джессо: грунту из «мела», «клея» и масла) яичной темперой. Ранее считалось, что художник написал «Тайную вечерю» маслом по грунту из смеси смолы, гипса и мастики. Однако это не подтвердилось позднейшими исследованиями. Вся картина написана яичной темперой по подготовке из масляных свинцовых белил, которые со временем значительно повредили красочному слою.
Влажный воздух трапезной из расположенной рядом кухни стал причиной разрушения росписи уже в процессе её создания, буквально на глазах художника. Влажность накапливалась под красочным слоем и, поскольку грунт «не дышал», вызывала его разрушение. В 1568 году Дж. Вазари писал, что вместо картины он видел «лишь тусклое пятно».
В 1652 году через роспись в её нижней части был прорублен дверной проём из трапезной в кухню, позднее заложенный кирпичом, — его видно до сих пор, при этом была утрачена часть росписи. Ранние копии дают основания считать, что ступни Иисуса были в положении, символизировавшем предстоящее Распятие. В 1668 году с целью защиты картину закрыли тканью, но она только препятствовала испарению накапливающейся влаги.
В 1726 году посредственный живописец Микеланджело Беллотти, вызвавшись отреставрировать произведение Леонардо, не только заполнил утраченные места, но и, желая угодить монахам, переписал большую часть картины масляными красками, а затем покрыл роспись лаком. Это повредило произведению в ещё большей степени. Тогда в 1770 году другой живописец Джузеппе Мацца решился исправить работу Беллотти «и вступить в соревнование с ним за имя Герострата», переписав несколько голов на картине. Он был немедленно уволен из-за возмущения тех, кто увидел такую «реставрацию», но, вероятно, «это обстоятельство и привело к созданию легенды, будто бы головы уцелели в своём оригинальном виде».
В 1796 году Наполеон Бонапарт, захвативший Милан, осмотрел прославленную к тому времени роспись Леонардо и приказал взять её под охрану. Но французские оккупационные войска использовали трапезную в качестве конюшни и склада сена, а солдаты, подверженные идеям революционного атеизма, бросали камни в роспись и забирались на лестницы, чтобы выцарапать апостолам глаза. Позднее трапезную использовали в качестве тюрьмы. Наводнение 1800 года превратило помещение в болото со стоячей водой и роспись покрылась подтёками и плесенью. В 1801 году Джузеппе Босси, в то время помощник секретаря миланской Академии художеств Брера, предпринял ряд мер по очистке трапезной и сохранению росписи. Полный ремонт помещения проводили в 1807 году по приказу вице-короля Италии, принца Евгения Богарне.
В 1821 году Стефано Барецци, известный своим умением чрезвычайно аккуратно удалять фрески со стен, был приглашён для того, чтобы снять роспись со стены и перенести её в безопасное место, однако он серьёзно повредил центральную часть композиции, прежде чем осознал, что работа Леонардо не является фреской. Барецци предпринял попытку прикрепить обратно повреждённые участки. С 1901 до 1908 год Луиджи Кавенаги впервые провёл тщательное исследование структуры росписи. Кавенаги пришёл к выводу, что картина была выполнена темперой на двуслойном штукатурно-клеевом грунте. После этого он приступил к расчистке росписи. В 1924 году мероприятия по очистке и консервации возглавил итальянский художник Оресте Сильвестри.
Во время Второй мировой войны, 16 августа 1943 года, Милан подвергся бомбардировке англо-американской авиацией. Взрыв бомбы разрушил крышу трапезной. Мешки с песком предотвратили попадание осколков бомбы в роспись, но сотрясение стен оказали вредное воздействие на состояние шедевра Леонардо да Винчи.
В 1951—1954 годах Мауро Пелличоли выполнил радикальную реставрацию росписи с расчисткой от позднейших записей и консервацией красочного слоя росписи с помощью казеина. В 1976 году под наблюдением департамента по художественному и историческому наследию Милана было проведено исследование росписи с помощью радара, инфракрасных камер и рентгеновских снимков. Произведение казалось погибшим навсегда, от оригинальной росписи Леонардо осталось очень мало.
Спасти произведение было поручено известной специалистке, директору Центра реставрации Пинин (Джузеппина) Брамбилла Барсилон (Pinin Brambilla Barcilon (1925—2020). Она была основателем Центра консервации и реставрации (La Venaria Reale), института университетской подготовки реставраторов, которым руководила до 2012 года. Во время этой реставрации, начавшейся в 1978 году и в которой приняли участие специалисты со всего мира, были предприняты шаги по тщательному очищению поверхности. Бригада реставраторов с помощью деликатных растворителей удалила многочисленные слои шеллака, краски и масел. Слишком повреждённые или неузнаваемые области были тонированы светлыми акварельными красками. Эта выдающаяся в своём роде работа длилась двадцать один год. 28 мая 1999 года роспись была открыта для осмотра.
Отреставрированное произведение в 1980 году объявлено объектом Всемирного наследия ЮНЕСКО, вместе с ним находятся под охраной церковь и соседний доминиканский монастырь. Бывшая трапезная преобразована в герметичное помещение с контролируемым климатом во избежание дальнейших нарушений экологии, которые могут привести к ухудшению состояния росписи. Посетители должны пройти через несколько камер фильтрации загрязнения и влажности, а осмотреть произведение им разрешено только с расстояния и ограниченное время: 15—20 минут.

## Копии «Тайной вечери»
В процессе работы над росписью Леонардо сам с помощью учеников сделал вариант композиции по подготовительным картонам приблизительно в том же размере на холсте, сшитом из нескольких кусков. Картина хранится в аббатстве Тонгерло, неподалёку от бельгийского Антверпена. Ныне в «Музее Леонардо да Винчи». В 1520 году Джампетрино, один из учеников Леонардо, сделал в его мастерской реплику, которая не во всём соответствует оригиналу, поэтому её не следует называть копией. Картина является собственностью Королевской академии художеств в Лондоне, экспонируется в капелле Колледжа Магдалины в Оксфорде (Magdalen College).
Марко д’Оджоно, другой ученик Леонардо да Винчи в 1510 году изготовил несколько миниатюрных реплик, с тем чтобы впоследствии использовать их для копий большего размера. Одна из них хранилась в монастыре Кастеллаццо. Теперь она является собственностью Лувра, но находится во Франции в Национальным музее Ренессанса (Musée national de la Renaissance) в замке Экуан (Château d’Écouen) к северу от Парижа. Другая реплика — собственность лондонской Академии художеств. Ещё одна — находится в кантоне Тичино в Церкви Св. Амвросия в Понте- Каприаска. Она написана фреской на церковной стене; её относят к 1565 году и приписывают Пьетро Луини. Её особенность заключается в том, что рядом с изображениями подписаны имена персонажей, что в своё время помогло исследователям уточнить иконографию росписи.
По мнению специалистов эту копию мог выполнить Марко д’Оджоно или Чезаре да Сесто. Некоторые искусствоведы высказывали мнение, что «Тайная Вечеря» в Понте-Каприаске — это работа любимого ученика Леонардо Франческо Мельци. Версию, высказанную Гёте и Стендалем, что «Тайная Вечеря» в Понте-Каприаска написана Пьетро Луини, сыном знаменитого «леонардеска» Бернардино Луини, разделяют многие, но точного ответа не может дать никто.
В 1612 году по распоряжению кардинала, архиепископа Милана Федерико Борромео живописец Андреа Бьянки, по прозванию Веспино, в прямом смысле слова «снял» копию росписи по частям в натуральную величину, чтобы затем соединить куски в картон для мозаики. Эта копия хранится в Амброзианской библиотеке в Милане.
В 1807 году по приказу вице-короля Италии, принца Евгения Богарне живописец Джузеппе Босси сделал собственную копию для перевода шедевра Леонардо в мозаику дабы сохранить картину навечно. Босси подошёл к решению этой задачи научно, зарисовывая детали голов и фигур с разных вариантов реплик и с рисунков самого Леонардо, мысленно восстанавливая то, что утрачено. За основу он взял копию Бьянки в натуральную величину из Амброзианской библиотеки. Затем перенёс всё на холст в натуральный размер. Однако, по мнению многих современников, и высказанного по этому поводу И. В. Гёте, создание копии столь большого размера на основании приблизительных и невысокого качества вторичных рисунков, не могло дать удовлетворительного результата. Сложнейшая работа по переводу подготовительного картона в мозаичный набор была выполнена в римской мастерской знаменитого мастера Джакомо Рафаэлли, его сына Винченцо и мастеров Джузеппе Роккеджани и Гаэтано Руспи. Она продолжалась много лет. Произведение предназначалось для парижского Лувра, но после падения Наполеона на неё заявили права Габсбурги. Мозаика была приобретена австрийским императором Францем I. 11 августа 1818 года произведение перевезли в Вену. Однако мозаика весом в 20 тонн оказалась слишком большой для предполагаемого места её установки в Бельведере. Проживавшие в городе итальянцы просили, чтобы мозаика по произведению Леонардо была помещена в итальянской национальной церкви Миноритенкирхе, вблизи алтаря, созданного архитектором Фридрихом Августом фон Стахе. Мозаика была перенесена на новое место 26 марта 1847 года.

## Скандалы
Пародия на картину была показана во время церемонии открытия Летних Олимпийских Игр 2024. Данная сцена подверглась резкой критике со стороны католиков и других христиан как кощунственная, высмеивающая христианство, а также из-за антидрэг настроений. Присутствие ребёнка в сцене также вызвало критику и возмущение.
28 июля 2024 организаторы принесли извинения за использование этой сцены, заявив, что «у нас никогда не было намерения проявить неуважение к какой-либо религиозной группе. [Церемония открытия] была направлена на празднование толерантности общества». Режиссёр церемонии Тома Жолли заявил, что религиозная провокация не была в его планах.